# Kalanchoe cherukondensis
Kalanchoe cherukondensis är en fetbladsväxtart som beskrevs av G.V.Subba Rao och G.R. Kumari. Kalanchoe cherukondensis ingår i släktet Kalanchoe och familjen fetbladsväxter. Inga underarter finns listade i Catalogue of Life.